# Thực vật hoa ẩn

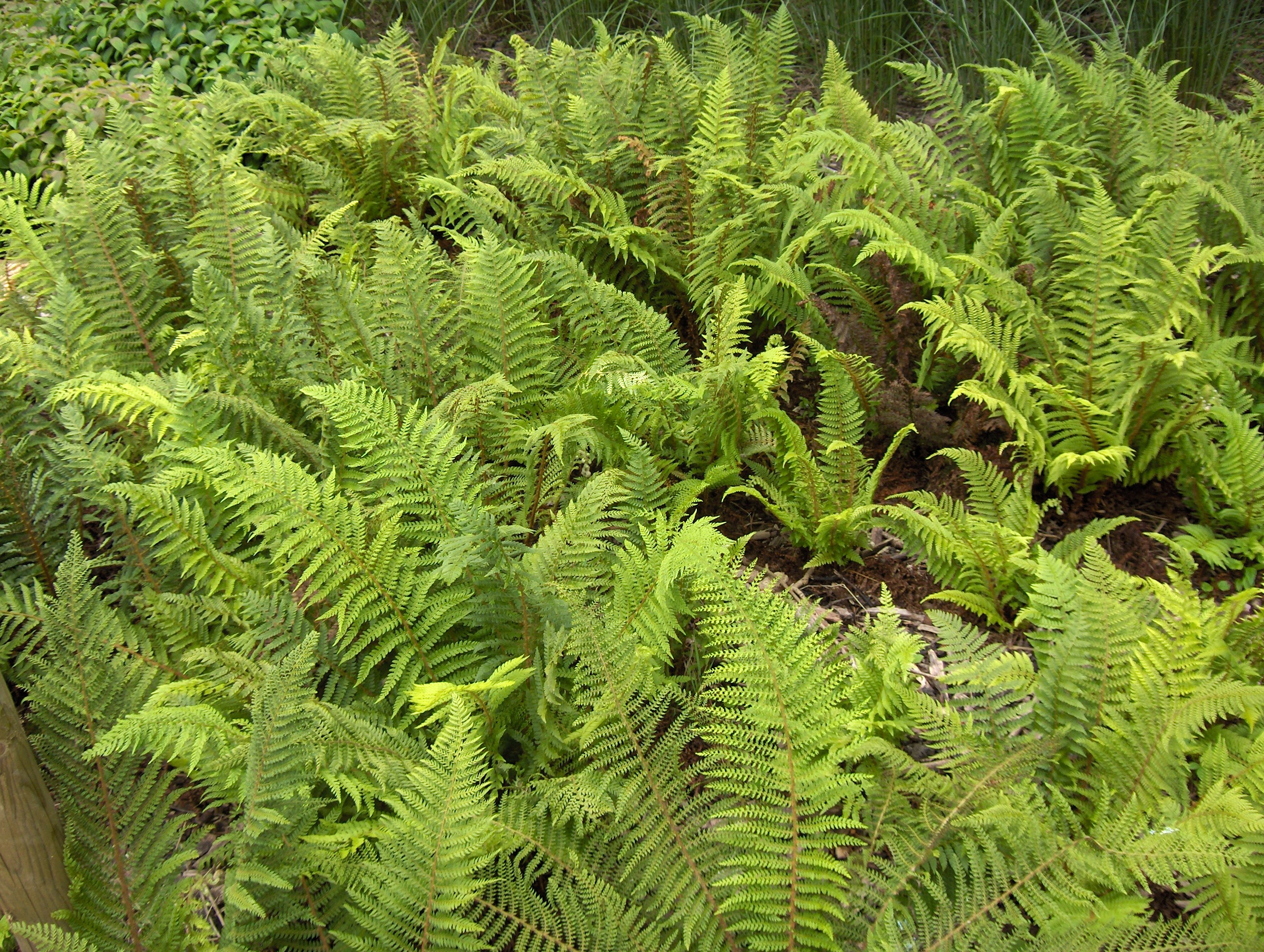
Dương xỉ Polystichum setiferum

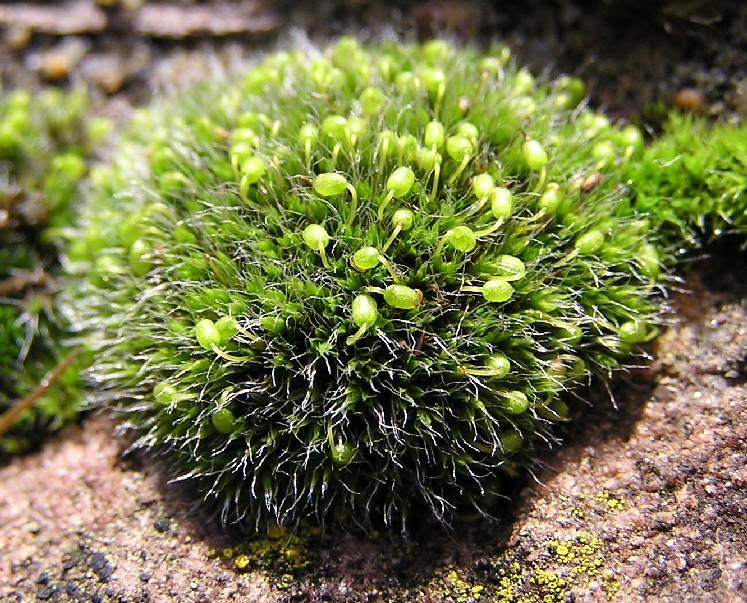
Rêu Grimmia pulvinata

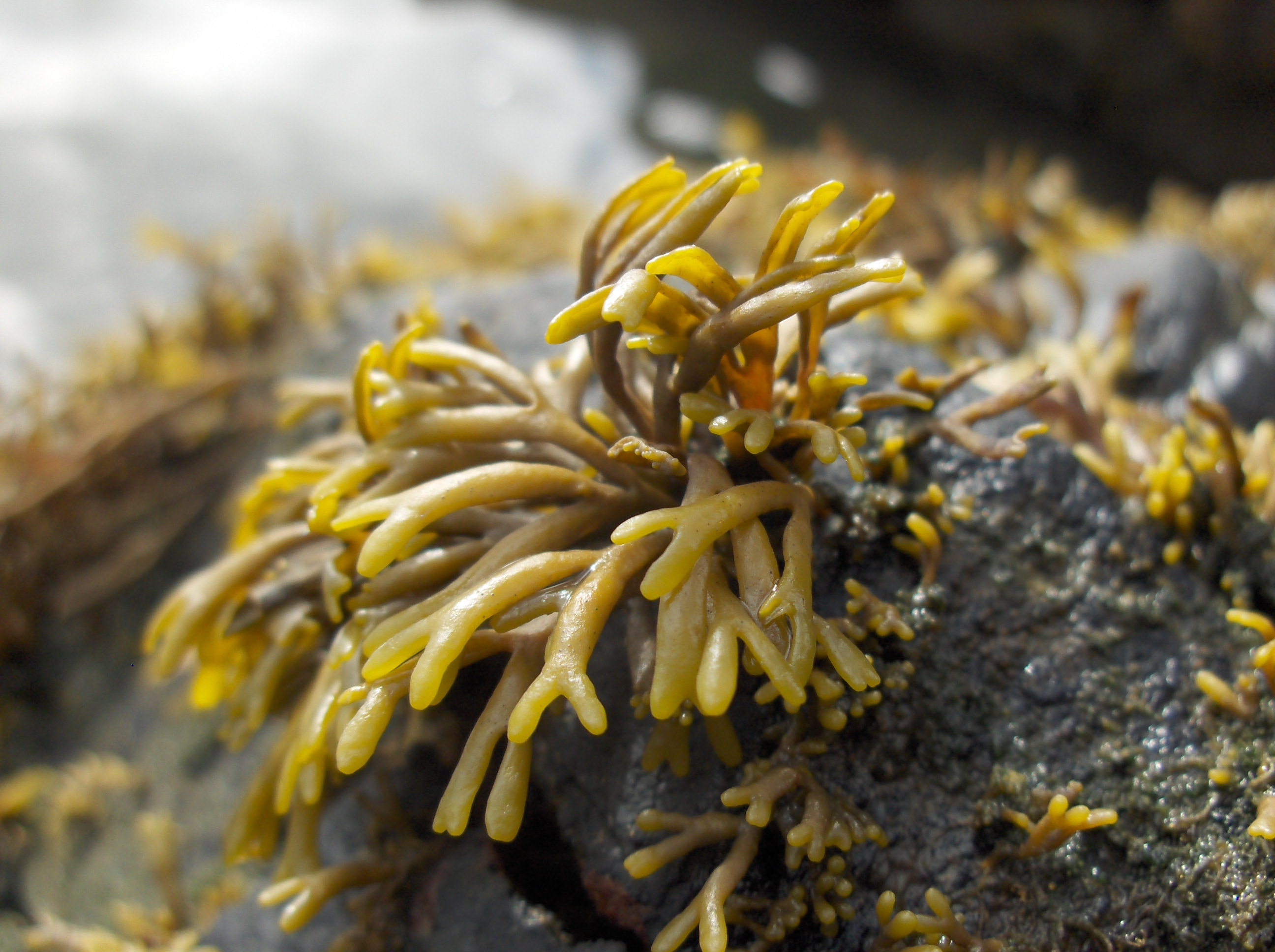
Tảo nâu Pelvetia canaliculata

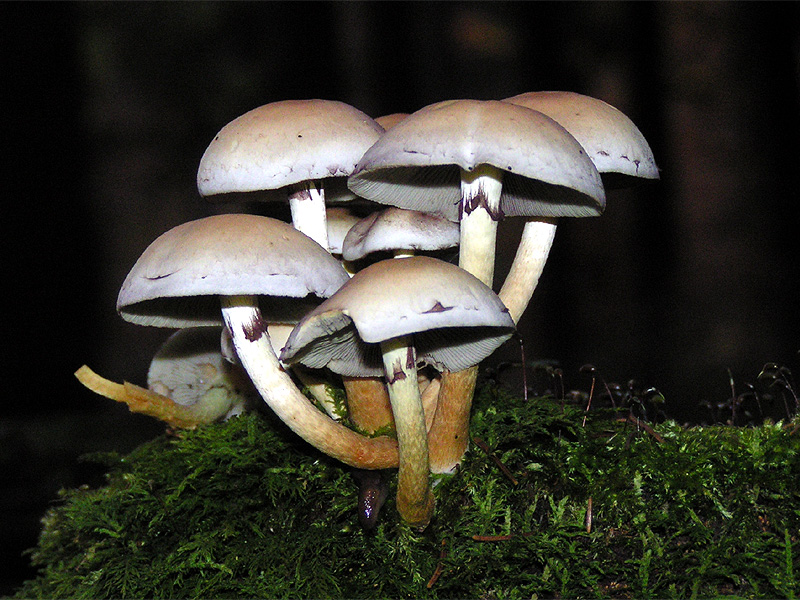
Nấm Hypholoma fasciculare

Thực vật hoa ẩn hay còn gọi là Thực vật bào tử (tiếng Anhː Cryptogam, tên khoa họcː Cryptogamae) là các loài thực vật (theo nghĩa rộng của từ này) hoặc sinh vật giống thực vật sinh sản bằng bào tử, không có hoa hoặc hạt. Tên Cryptogamae (từ Ancient Greek  κρυπτός (kruptós) 'ẩn đi', và  γαμέω (gaméō) 'cưới') có nghĩa là "sinh sản ẩn", đề cập đến thực tế là không có hạt giống nào được tạo ra từ các loài này, do đó thực vật hoa ẩn đại diện cho các cây không tạo ra hạt. Các tên khác, chẳng hạn như "thực vật tản", "thực vật không mạch" và "thực vật bào tử" đôi khi cũng được sử dụng.

## Phân loại học
Thực vật hoa ẩn là một nhóm phân loại đối lập với Thực vật có hạt (Phanerogamae, từ Ancient Greek  φανερός (phanerós) 'có thể nhìn thấy' hoặc Spermatophyte, từ Ancient Greek  σπέρματος (spérmatos) 'hạt', và  φυτόν (phutón) 'thực vật'). Các nhóm thực hoa ẩn nổi tiếng nhất là tảo, địa y, rêu và dương xỉ, nhưng nó cũng bao gồm các sinh vật không quang hợp mà theo truyền thống từng được phân loại là thực vật, chẳng hạn như nấm, nấm nhầy và vi khuẩn.
Từng có thời điểm các thực vật hoa ẩn được chính thức công nhận là một nhóm trong giới Thực vật. Trong hệ thống phân loại tất cả các loài thực vật và động vật đã biết của mình, Carl Linnaeus (1707–1778) đã chia giới thực vật thành 24 bộ, một trong số đó là "Cryptogamia" (Thực vật hoa ẩn). Bậc phân loại này bao gồm tất cả các thực vật có cơ quan sinh sản ẩn và gồm 4 họ: Tảo, Rêu, Dương xỉ và Nấm.
Bậc phân loại này hiện không được chấp nhận trong  phân loại học hiện đại nữa. Ngày nay, không phải tất cả thực vật hoa ẩn đều được coi là một phần của giới thực vật; đặc biệt là nấm được coi là một giới riêng biệt, có quan hệ họ hàng gần với động vật hơn là thực vật, trong khi tảo xanh lam ngày nay được coi là một ngành vi khuẩn. Do đó, trong miêu tả theo nhánh học đương đại thì thực vật hoa ẩn không phải là một nhóm thống nhất về mặt phân loại, mà là một nhóm đa ngành. Tuy nhiên, tất cả các sinh vật được gọi là Thực vật hoa ẩn đều thuộc lĩnh vực được các nhà thực vật học truyền thống nghiên cứu và tên của chúng đều được quy định bởi Bộ luật Danh pháp quốc tế cho tảo, nấm và thực vật (International Code of Nomenclature for algae, fungi, and plants).

## Vai trò chỉ thị môi trường
Các loài thực vật hoa ẩn đều dễ bị ảnh hưởng bởi độc chất trong môi trường và chúng có thể tích lũy sinh học một số chất ô nhiễm. Nhìn chung, ô nhiễm chủ yếu làm mất đi tính đa dạng, sức sống và khả năng sinh sản cụ thể ở các loài rêu, bất kể chất ô nhiễm là gì.
Mặt khác, một số thực vật hoa ẩn cho thấy khả năng chống chịu đặc biệt đối với một số bất lợi nhất định từ môi trường (ví dụ như kim loại nặng). Do sự phân bố lớn và khả năng tích lũy kim loại cao, các loài rêu là sinh vật chỉ thị ô nhiễm lý tưởng, sự hiện diện của chúng là một công cụ chẩn đoán để nhận biết các chất nền bị ô nhiễm kim loại nặng (dù ở dạng vết). Mặc dù nhiều loài rêu có khả năng chịu đựng cao đối với đất giàu kim loại, nhưng chỉ có một số loài dường như hoàn toàn phụ thuộc vào giá thể giàu kim loại vi lượng. Nhiều nghiên cứu cho thấy các loài rêu ưa đồng (chi Dryptodon, Gymnocolea, Merceya, Mielichhoferia và Scopelophila), chì (loài Ditrichum plumbicola), hỗn hợp đồng - niken - kẽm (loài  Pohlia nutans), hỗn hợp kẽm - chì - cadimi (loài Bryum capillare, Pohlia nutans và Weissia controversa var. crispata). Với khả  năng chống chịu ô nhiễm, các lớp rêu có thể được phân biệt theo mức kim loại vi lượng thấp, trung bình và cao.
Cho đến năm 2004, 291 đơn vị phân loại địa y trong môi trường giàu kim loại liên quan đến khoáng chất nền và các quá trình hóa học cũng đã được ghi nhận. Một số loài đã được báo cáo từ môi trường giàu Fe và Cu thuộc loài Acarosporion sinopicae và Lecideion inopis. Chất nền giàu chì hoặc kẽm có thể hỗ trợ sự đa dạng cao của địa y. Một số loài thuộc các chi Gyalideopsis, Sarcosagium, Steinia và Vezdaea dường như bị hạn chế đối với những môi trường sống như vậy và có thể được sử dụng như một chất chỉ thị tốt cho sự hiện diện của một số kim loại nhất định. Gần đây, một số đơn vị phân loại mới đối với khoa học đã được mô tả từ đất nhiễm Cd và/hoặc Zn, ví dụ như Micarea confusa, Pyrenocollema chlorococcum và Coppinsia minutissima.

## Nhầm lẫn về thuật ngữ trong tiếng Anh
Trong Chiến tranh thế giới thứ hai, Trường Mật mã Chính phủ Anh (tạm dịch từ Government Code and Cypher School (GC&CS)) được cho là đã tuyển dụng Geoffrey Tandy, một chuyên gia sinh vật biển về thực vật hoa ẩn (cryptogams) đến Station X, Bletchley Park để làm việc vì có người nhầm lẫn nhóm thực vật này với mật mã (cryptogram).